# Brachypsaltis
Brachypsaltis là một chi bướm đêm thuộc họ Gelechiidae.